# Meknès
Meknès (àrab: مكناس, Miknās; amazic estàndard marroquí: ⴰⵎⴽⵏⴰⵙ, Amknas), antigament Mequines, és una ciutat del nord del Marroc, situada a 130 km de la capital, Rabat, i a 60 km de Fes. El 1902 tenia 20.000 habitants, el 1960 havia passat a 175.900 habitants i el 2004 eren ja 536.232 habitants. El 2011 s'estima que ha superat el 600.000 habitants.
El seu nom deriva de l'amazic Miknassa, nom de la tribu fundadora de la ciutat. És el cap de districte de la regió administrativa de Meknès-Tafilalet, al centre de l'estat. És una de les quatre ciutats imperials del Marroc, juntament amb Marràqueix, Fes i Rabat. Va ser la capital del Marroc durant el regnat al segle xvii de Mulay Ismail, el qual l'envoltà de muralles. En són notables el palau (1634), que serveix de panteó reial, i la gran mesquita. La ciutat europea està completament separada de la medina marroquina.
La ciutat històrica de Meknès fou declarada Patrimoni de la Humanitat per la Unesco el 1996.

## Llocs d'interès
- Madrassa Bou Inania
- Gran Mesquita
- Mausoleu de Mulay Ismail
- Casa de l'aigua (Dar el-Ma)
- Graners de Mulay Ismail
- Estany de l'Aguedal

### Portes
- Bab Mansour
- Bab el-Berdaïne

## Història
No se'n sap res durant el període romà ni en els segles següents. La tradició diu que el 917 es van incendiar uns jardins a la zona, la qual estava poblada per amazics de Sais i Sebu; després hi hauria emigrat la tribu dels miknasa del grup dels zenetes. Els miknases van presentar resistència als idríssides.
A la regió de Meknès els miknases van edificar diversos establiments, que al segle x es van reunir per formar la Takrart o Tagrart de què parla al-Idrisi; la ciutat va agafar el nom de la tribu Miknasa (del qual deriva Meknès i el català Mequines). La població era notable en temps dels almoràvits, però després es va reduir. La vila era pròspera i es va rodejar d'una muralla; hi abundaven els jardins i els horts i tenia mesquites, banys i canals de conducció d'aigua. Els miknases van oferir resistència als almohades. Ibn Tumart s'hi va aturar per pregar i fou mal acollit el 1220-1221. Vint anys després Abd-al-Mumin ibn Alí va assetjar la ciutat però no la pogué conquerir; va tornar a Fes deixant la tasca per Yahya ibn Yaghmur. El setge hauria durat set anys segons algunes fonts i hauria estat presa vers el 1150, fou saquejada i destruïda; la guarnició fou exterminada i el governador fou l'únic que en va poder fugir.
La ciutat fou reconstruïda al mateix lloc però fins vers el 1200 no es va recuperar; en aquest temps es va acabar la mesquita al-Nadjdjarin, que és el monument més antic de la ciutat. L'aigua hi fou portada des de Tadjenna, a 7 km. Des de 1182 tenia sis portes. El 1231-1232 Abu-l-Ulà Idrís al-Mamun va haver d'intervenir contra els Banu Fazaz i els Meklata, que amenaçaven la ciutat. Vers el 1244 els marínides hi van aconseguir una victòria militar i Abu-Yahya Abu-Bakr ibn Abd-al-Haqq (emir 1244-1258) la va ocupar però per molt poc de temps. El fill del califa almohade Abu-l-Hàssan Alí as-Saïd (1242-1248) va morir en la batalla. El 1245-1246 el governador d'Abu-l-Hàssan Alí as-Saïd va morir en una revolta local i els rebels van proclamar l'hàfsida Abu-Zakariyyà Yahya (I), però el califa almohade la va recuperar i Abu-Yahya Abu-Bakr ibn Abd-al-Haqq fou rebutjat fins a Taza. Dos anys després, mort el governador de la ciutat, el marínida entrava definitivament a la ciutat.
Foren els marínides els que van construir les madrasses i altres monuments destacats de la ciutat. Els idríssides locals, que havien ajudat als marínides, aviat van començar a planificar la partició del Marroc. Amb la decadència marínida l'idríssida Mawlay Zayyan va exercir-hi el poder. Els wattàsides no van intervenir-hi fins a la primera dècada del segle xvi, quan Masud ibn al-Nasir, revoltat contra el sultà Muhammad al-Burtuqali (1504-1526) es va refugiar a Meknès. Al-Burtuqali va assetjar la ciutat, la va conquerir i deixà en el poder el seu germà al-Nasir al-Kiddid, que no li fou fidel i va exercir com a sobirà independent per uns anys. El regnat fou poc gloriós i va acabar en el caos.
Les zàuiyes havien estat ben acollides pels miknases i quan el 1548 el sadita Muhammad al-Shaykh va avançar cap a la ciutat la va ocupar fàcilment, perquè el marínida al-Nasir al-Kasri n'havia pactar el lliurament a canvi de l'alliberament del seu pare Ahmad Bu Zekri i els marabuts van imposar aquest acord. El cap religiós Abu l-Hasan Ali ibn Haruz, que se li oposava, fou executat. Quan Muhammad va tornar al cap de dos anys fou rebut amb regals.
A la meitat del segle xvi la ciutat tenia entre 6.000 i 8.000 focs, això és entre 40.000 i 50.000 habitants, i era la vila principal de tota la regió. Els sadites es van ocupar poc de la ciutat i generalment fou residència d'un fill del sultà, però sense comandament de tropes. Les lluites que van seguir la mort del sultà Ahmad al-Mansur (1578–1603) van afectar la ciutat; en el desordre la zàuiya d'al-Dila va imposar l'autoritat. El 1640 Abu Abd Allah Muhammad al-Hadjdj, el cap de la zàuiya, va imposar la seva autoritat i fou reconegut a Fes i Meknès després de derrotar el sadita de Marràqueix, Muhammed al-Shaykh al-Saghir. El xerif alauita Mulay al-Rashid va trobar el 1666 aliats a Abu Abd Allah Muhammad al-Hadjdj en la tribu Beni Mtir, contra la qual va lluitar el 1668. Mulay al-Rashid va arranjar la kasba de Meknès i va cedir la ciutat al seu fill Mulay Ismail, que va viure a la kasba; va pujar al tron el 1672 i de fet Meknès va esdevenir-ne la capital. Durant els següents anys els alauites van fer diverses construccions a la ciutat, en part de manera desordenada. Mawlay Ismail hi fou enterrat.
El caos succeí a la mort d'Ismail: un sobirà va arribar a ser proclamat sis vegades i altres tantes deposat, va portar l'agitació a la zona, però la vila va retrobar la seva esplendor amb Mulay Muhammad III (1757-1790), que hi va fer noves construccions, tot i el terratrèmol de 1755, que l'havia danyat lleugerament. A partir del 1811 les tribus amazigues revoltades van tallar les comunicacions i era difícil entrar i sortir de Meknès, i finalment Mulay Sulayman (1795-1822) va decidir establir-se a Fes, va dispersar els abid (la guàrdia negra) i va deixar virtualment independents els amazics. Mulay Hasan I (1873-1894) va recuperar-ne el control derrotant les tribus i el 1879 va fer una campanya contra els Beni Mtir; el 1887 es va apoderar del país dels Beni Mgild; però a la seva mort el 1894 els amazics tornaren a ser independents.
A la caiguda d'Abd al-Aziz ben al-Hasan la ciutat va reconèixer successivament cadascun dels pretendents i finalment a Mulay Abd al-Hafiz ibn al-Hasan, però el 1909 va cridar a al-Kattani; el 1911 es va unir a Mawlay Zayn; aquell mateix any va ser ocupada pel general francès Monier.